# French Touch (album)
French Touch è il quinto album in studio della cantautrice italiana naturalizzata francese Carla Bruni, pubblicato il 6 ottobre 2017.

## Descrizione
Registrato tra Stati Uniti e Francia, l'album è un disco di cover in lingua inglese prodotto dal canadese David Foster. Nel disco la cantante reinterpreta famosi successi, in chiave classica, che l'artista amava suonare alla chitarra nella sua gioventù. Si passa, quindi, dai Clash agli ABBA, da Patsy Cline a Lou Reed.

### Promozione
Per promuovere il disco sono stati pubblicati due singoli: Miss You, che ha raggiunto le radio il 21 luglio 2017, e Perfect Day, pubblicato il 6 ottobre dello stesso anno. Inoltre, per annunciare il progetto, è stato pubblicato il videoclip di Enjoy The Silence il 18 maggio.

## Tracce
1. Enjoy the Silence – 3:14 (testo: Martin Lee Gore)
2. Jimmy Jazz – 2:30 (testo: John Mellor, Jones Michael Geoffrey, Paul Simonon, Headon Nicholas Bowen)
3. Love Letters – 2:27 (testo: Heyman Edward – musica: Young Victor Popular)
4. Miss You – 3:31 (testo: Keith Richards, Mick Jagger)
5. The Winner Takes It All – 3:31 (testo: Bror Andersson Benny Goran K, Ulvaeus Bjoern K)
6. Crazy (feat. Willie Nelson) – 3:03 (testo: Willie Nelson)
7. Highway to Hell – 3:25 (testo: Young Angus McKinnon, Young Malcom Mitchell, Scott Ronald Belford)
8. Perfect Day – 2:58 (testo: Lou Reed)
9. Stand by Your Man – 2:43 (testo: Sherrill Billy N, Richey Tammy Wynette)
10. Please Don't Kiss Me – 3:33 (testo: Allan Roberts, Doris Fisher)
11. Moon River – 3:14 (testo: John Herndon Mercer – musica: Henry Mancini)

Bonus DVD
Live Session At Studios St Germain, Paris
1. Enjoy The Silence (direzione: Thierry Teston, produzione: Marine Dupuy) – 3:21
2. Jimmy Jazz (direzione: Thierry Teston, produzione: Marine Dupuy) – 2:31
3. Miss You (direzione: Thierry Teston, produzione: Marine Dupuy) – 3:45
4. The Winner Takes It All (direzione: Thierry Teston, produzione: Marine Dupuy) – 3:36
5. Crazy (direzione: Thierry Teston, produzione: Marine Dupuy) – 3:05

Music Video
1. Enjoy The Silence (direzione: Fabienne Berthaud, produzione: Elisabeth Fabri) – 3:11
2. Miss You (direzione: Jean-Baptiste Mondino, produzione: Iconoclast) – 3:41

## Formazione
- Carla Bruni - voce
- David Foster - produzione, arrangiamento
- Sylvain Taillet - co-produzione
- Jochem Van Der Saag - co-produzione, missaggio, sintetizzatore, programmazione, ingegnere del suono, registrazione
- Chris Walden - arrangiamento
- Laurent Vernerey - basso
- Jim Keltner - batteria
- Vlado Meller - masterizzazione
- Olivier Bassil - assistente di studio
- Nicolas Didier - percussioni
- Rafael Padilla - percussioni
- Cyril Barbessol - piano, tastiere, melodica
- Steve Genewick - registrazione
- Khoi Kuynh - registrazione
- Adrien Libmann - registrazione
- Jorge Vivo - registrazione